# Argishti I
Argishti I fue el sexto rey conocido del antiguo reino de Urartu (en Anatolia oriental), desde el 785 hasta el 763 a. C.
En urartiano se llamaba Argištiše y en armenio Արգիշտի (Argishti).
Fundó la ciudadela de Erebuni en el 782 a. C., que después se convertiría en Ereván (la actual capital de Armenia).

Hijo y sucesor de Menua, continuó la serie de conquistas iniciada por sus predecesores. Victorioso contra Asiria, conquistó la parte norte de Siria y convirtió Urartu en el Estado más poderoso del Oriente Próximo post-hitita. También expandió su reino hacia el norte del Lago Sevan, conquistando bastante de Diauehi y del valle de Ararat.
Argishti construyó la fortaleza Erebuni en el 782 a. C., y la fortaleza de Argishtikhinili en el 776 a. C.
Algunos lingüistas piensan que el nombre Argištiše tiene una etimología indoeuropea (armenia, frigia o luvita).
Comparan el armenio արեգ (transliterado areg) ‘deidad solar’, ‘Sol’, con el griego Άργέστης ( Arguéstes) ‘brillante’, 
el sánscrito áryuna (‘plateado’) y el latín argentum (‘plata’).